# Розумний егоїзм
Розу́мний егої́зм — термін, яким часто  позначають філософсько-етичну позицію, що встановлює для кожного суб'єкта принциповий пріоритет його власних інтересів над будь-якими іншими інтересами, громадськими або інтересами інших суб'єктів.
Потреба в окремому терміні зумовлена, мабуть, негативним смисловим відтінком, традиційно пов'язуваним із терміном «егоїзм». Під егоїстом (без уточнювального слова «розумний») часто розуміють людину, яка думає тільки про себе й/або нехтує інтересами інших людей. Водночас, прихильники «розумного егоїзму» зазвичай стверджують, що таке нехтування через низку причин просто невигідне для того, хто нехтує. Тому таке нехтування — не егоїзм (у вигляді пріоритету особистих інтересів над будь-якими іншими), а лише прояв недалекоглядності або навіть дурості. Розумний егоїзм у побутовому розумінні — це вміння жити власними інтересами, не суперечачи інтересам інших.

## Історія
Концепція розумного егоїзму почала формуватися у Новий час, перші міркування на цю тему зустрічаються вже у працях Спінози і Гельвеція.
У повному обсязі концепція розумного егоїзму була представлена тільки у романі Чернишевського «Що робити?». У XX столітті ідеї розумного егоїзму відроджує Айн Ренд у збірці есеїв «Чеснота егоїзму», повісті «Гімн» і романах «Джерело» та «Атлант розправив плечі». У філософії Айн Ренд розумний егоїзм невіддільний від раціоналізму в мисленні й об'єктивізму в етиці. Також розумним егоїзмом займався психотерапевт Натаніель Бранден.